# Kabalo (territoire)
Pour les articles homonymes, voir Kabalo.
Le territoire de Kabalo  est une entité administrative de la province de Tanganyika en république démocratique du Congo située sur la Lualaba.

## Subdivisions
Formant un des six territoires qui composent la province de Tanganyika, il est constitué d'une commune, une  chefferie et un secteur :
| Subdivision     | Statut    |
| --------------- | --------- |
| Kabalo          | Commune   |
| Lukuswa         | Chefferie |
| Luela Luvunguyi | Secteur   |

## Transports
Elle est connue pour être un important nœud de communication ferroviaire. Trois lignes de chemin de fer de la Société Nationale des Chemins de Fer du Congo partent en effet de la ville :
- au nord, vers Kindu au Maniema ;
- à l'est vers Kalemie ;
- au sud vers Kamina, puis éventuellement vers l'ouest Kananga et Ilebo dans le Kasaï-Occidental ou vers l'est et Lubumbashi et la Zambie, éventuellement vers Ilebo et l'Angola.